# نیکلاس کلوارک
نیکلاس کلوارک (انگلیسی: Nicolas Cloarec؛ زادهٔ ۲۴ ژوئیهٔ ۱۹۷۷) بازیکن فوتبال اهل فرانسه است.
از باشگاه‌هایی که در آن بازی کرده‌است می‌توان به باشگاه فوتبال لوریان، باشگاه فوتبال کان، و باشگاه فوتبال کلرمون فوت اشاره کرد.